# 만프레트 슈넬도르퍼
만프레트 슈넬도르퍼(독일어: Manfred Schnelldorfer, 1943년 5월 2일 ~ )는 독일의 피겨 스케이팅 선수이다. 그는 1964년 동계 올림픽에서 금메달을 획득했다.

## 경력
슈넬도르퍼는 8세때 대회에서 처음 이겼다. 그는 뮌헨 ERC의 클럽에서 스케이트를 배웠고 독일 연방 공화국 (서독)을 대표했다.
그의 라이벌인 한스 위르겐 바움러는 4위를 한 이후 페어 스케이팅 선수로 전향했다.
슈넬도르퍼는 1964년 세계 선수권 대회에서 우승했고, 1963년 세계 선수권 대회에서 은메달을 획득했다.

## 참조
- 만프레트 슈넬도르퍼 홈페이지
- (영어) 만프레트 슈넬도르퍼 - 인터넷 영화 데이터베이스